# 諏訪神社 (桶川市)
諏訪神社（すわじんじゃ）は、埼玉県桶川市の神社。

## 歴史
創建年代は不明である。ただ江戸時代後期の地誌『新編武蔵風土記稿』に記載されていることから、その頃には既に存在していたものと推測される。普門寺が別当寺であった。
1873年（明治6年）、近代社格制度に基づく「村社」に列せられた。

## 文化財
- 諏訪神社本殿（桶川市指定有形文化財）[2]

## 交通アクセス
- - 路線バス諏訪神社停留所より徒歩1分。